# Krešimir Zubak
Krešimir Zubak (Doboj, 1947. január 25.) boszniai horvát politikus. A boszniai háború elején 1992-ben csatlakozott a Bosznia-hercegovinai Horvát Demokratikus Közösséghez (HDZ BiH). Miután Mate Boban elhagyta a Herceg-Boszniai Horvát Köztársaság elnöki posztját, Zubak váltotta őt. Zubak alatt békült ki egymással a Horvát Védelmi Tanács és a Bosznia-Hercegovinai Fegyveres Erők (ARBIH), és aláírták a washingtoni megállapodást. Később a Bosznia-Hercegovinai Szövetség elnöke volt, majd tagja volt Bosznia-Hercegovina elnökségének. Emberi jogi és menekültügyi miniszterként is dolgozott. Később megalapította az Új Horvát Kezdeményezés pártot.

## Élete és pályafutása
Zubak Dobojban született. 1970-ben szerzett diplomát a Szarajevói Egyetem Jogi Karán. A következő néhány évben egy építőipari cégnél ügyvédként dolgozott, majd a bírói pályába kezdett. Zubak bírói pályafutását helyettes államügyészként kezdte Dobojban, majd a Doboji Járásbíróság elnöke lett. 1980 és 1984 között a Bosznia-Hercegovinai Szocialista Köztársaság igazságügy-miniszter-helyettese volt. Ezt követően 1992-ig a Doboji Törvényszék elnöke volt.

### Politikai pályafutása
A boszniai háború kezdete előtt Zubak az Igazságügyi Minisztériumban dolgozott, de hazatért, miután a szerb erők megtámadták Usora falut. A Doboj felszabadítására, vagyis a stratégiailag fontos Putnik-hegy elfoglalására irányuló, sikertelen akció során súlyosan megsebesült. A golyó a mellkasa és a hónalja közé került, és a gerincoszlopban kötött ki. A tešanji helyi kórházban megműtötték, és 40%-os rokkanttá vált. Családját hamarosan kiűzték Dobojból, ő pedig a Šibenik melletti Vodicébe vonult száműzetésbe. Ezután hamarosan Hercegovinába, míg családja többi tagja, felesége és két fia Zágrábba ment, ahol fiai befejezték a jogot.
Miután megérkezett Hercegovinába, a Herceg-Bosznia kormányának igazságügyi miniszterévé nevezték ki. Aláírója volt az 1994. március 18-án megkötött washingtoni megállapodásnak. Miután Herceg-Bosznia akkori elnöke, Mate Boban 1994. április 4-én Livnóban lemondott elnöki posztjáról, Zubakot választották meg utódjának. A következő hónapban, május 31-én a Bosznia-Hercegovinai Föderáció elnökének alkotmányozó gyűlésén a Bosznia-Hercegovinai Föderáció első elnökévé választották. Részt vett a daytoni megállapodás megkötéséről szóló tárgyalásokon. Végül 1995. december 14-én írta alá a megállapodást.

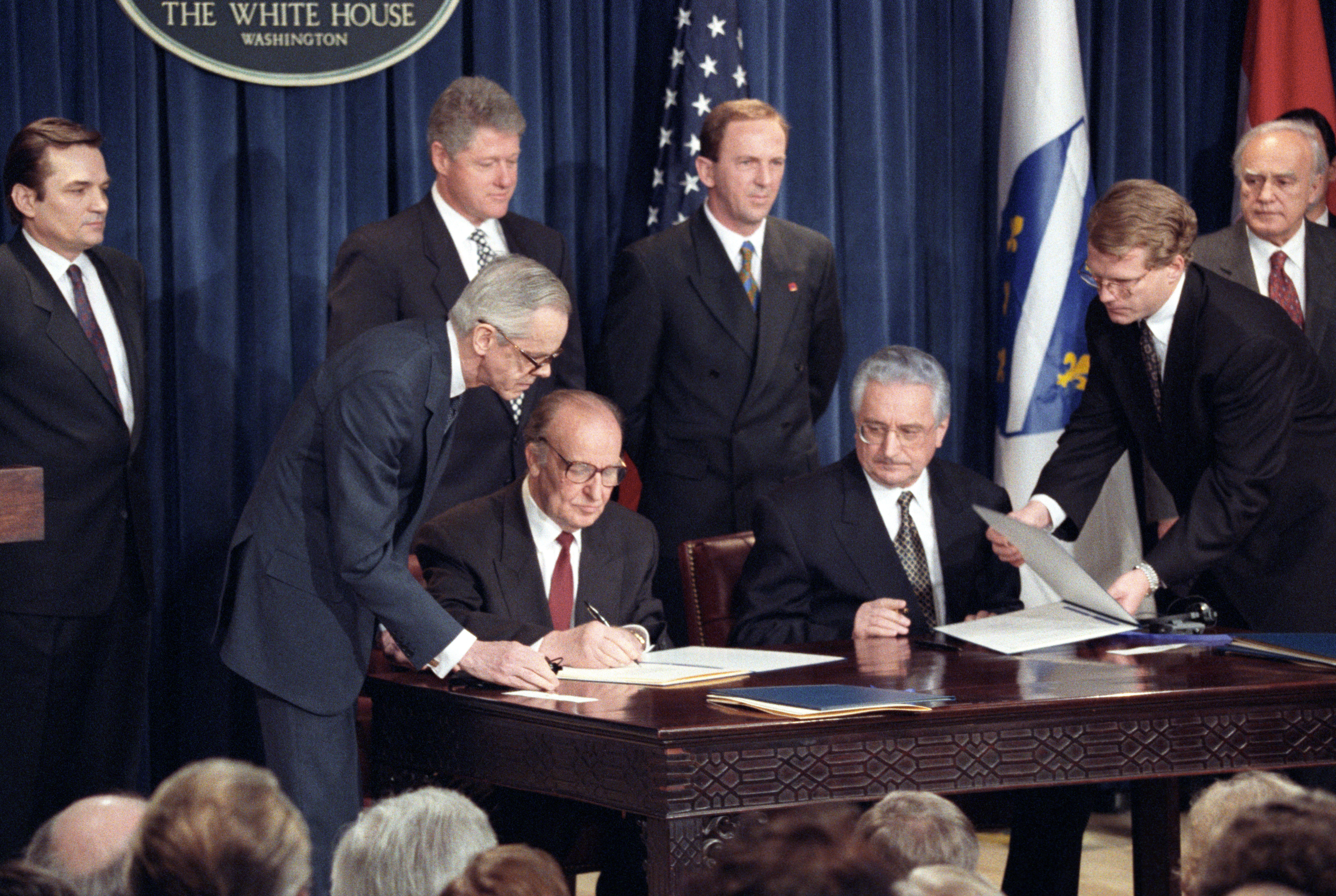
A washingtoni megállapodás aláírása – Zubak Clinton elnök jobbján áll.

Szentpéterváron Ejup Ganić-tyal aláírta a szentpétervári megállapodást, amelyet a korábban aláírt daytoni egyezmény folytatásának tekintett. Ebben Zubak és Ganić megállapodott Herceg-Bosznia és a Bosznia-Hercegovinai Köztársaság intézményeinek fokozatos leépítésében, aminek a föderáció szövetségi jellegét kellett volna garantálnia. A megállapodást Haris Silajdžić bírálta, és végül meg is bukott.
Az 1996 szeptemberében tartott általános választásokon Zubak a Horvát Demokratikus Közösség (HDZ BiH) jelöltje volt a bosznia-hercegovinai elnöki posztra. A választást 330 477 (88,7%) szavazattal sikerült megnyernie. Legerősebb ellenfele Ivo Komšić, a közös lista jelöltje volt. Zubak 1998-ban kilépett a HDZ BiH-ből, és megalapította az Új Horvát Kezdeményezést (NHI). Üdvözölte az Ideiglenes Választási Bizottság szabályaira és szabályzataira vonatkozó módosításokat, amelyek lehetővé teszik, hogy a Szövetségi Népház tagjait nemzetiségüktől függetlenül a kantoni közgyűlések minden tagja jelölje és megválaszthassa. Ez lehetővé tette, hogy a horvát küldötteket a bosnyákok is megválaszthassák. Zubak új pártjával csatlakozott a Szociáldemokrata Párt (SDP BiH) által vezetett kormányzó polgári-egységes koalíciójához, ahol 2001. február 22-én kinevezték emberi jogi és menekültügyi miniszternek. A koalíció a 2002-es általános választások után kiszorult a hatalomból. Zubak NHI-je nem ért el jelentős politikai sikert, és jelentős gyengülés után egyesült a Horvát Parasztpárttal (HSS BiH), így 2007 októberében megalakult a HSS-NHI párt. Azonban a HSS-NHI, amelyet később Bosznia-Hercegovinai Horvát Nemzeti Szövetségnek neveztek el, sem ért el jelentős politikai sikert.
A 2010 októberében tartott általános választások után Zubak támogatta a Bosznia-Hercegovinai Föderáció úgynevezett platformkormányának a horvát törvényes képviselők jelenléte nélküli létrehozását. Amikor a Horvát Demokratikus Közösség 1990 megtagadta, hogy csatlakozzon egy ilyen kormányhoz, amelynek koalíciós partnere, a Bosznia-Hercegovinai Horvát Jogok Pártja (HSP BiH) is tagja volt, Zubak megjegyezte, hogy a HDZ 1990 „politikai öngyilkosságot követ el”. Később pártját, a Bosznia-Hercegovinai Horvát Nemzeti Szövetséget beolvasztották a HDZ 1990-be, a pártvezetést pedig a HDZ 1990 vezetésébe integrálták, míg maga Zubak kivonult a politikai életből.

## Családja
Nős, két fia van, akik szintén ügyvédek.

## Fordítás
Ez a szócikk részben vagy egészben  a   Krešimir Zubak című angol Wikipédia-szócikk ezen változatának fordításán alapul.  Az eredeti cikk szerkesztőit annak laptörténete sorolja fel. Ez a jelzés csupán a megfogalmazás eredetét és a szerzői jogokat jelzi, nem szolgál a cikkben szereplő információk forrásmegjelöléseként.